# Mediaster aequalis

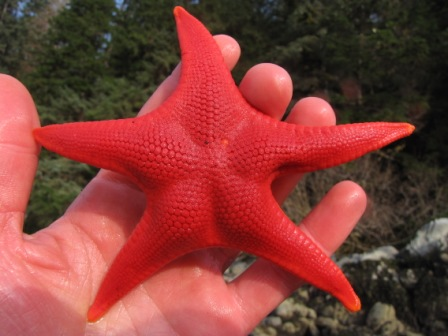
Mediaster aequalis

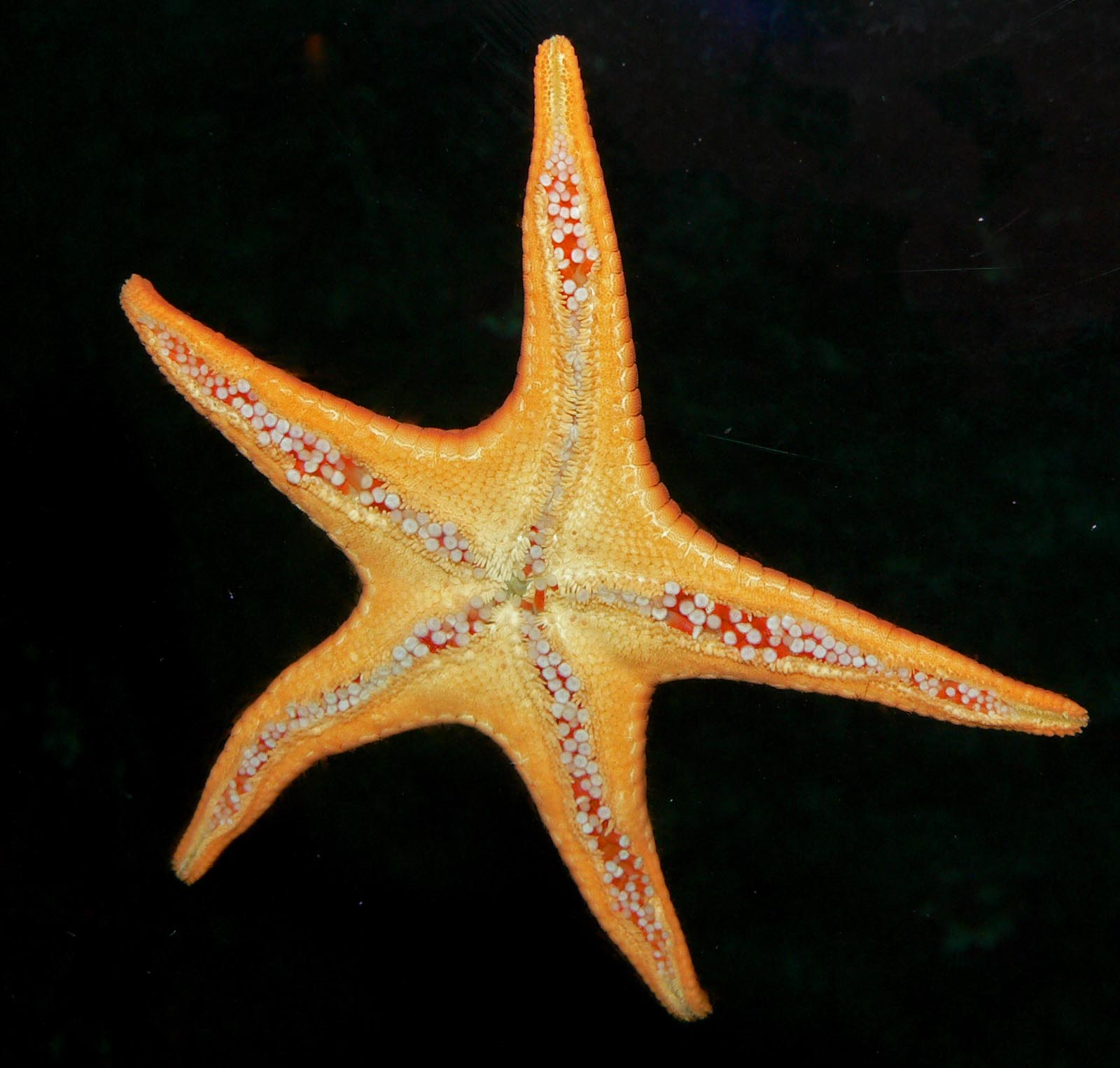
Mặt dưới của nó khi nhìn qua kính

Mediaster aequalis là tên của một loài sao biển nằm trong họ Goniasteridae. Nó là loài bản địa của vùng ven biển phía tây Bắc Mỹ (từ Alaska đến California. Người ta phát hiện nó ở nhiều môi trường sống khác nhau như những bãi biển có thủy triều rất thấp và ở những khu vực có mực nước sâu khoảng 500 mét. Bên cạnh đó, nó còn là loài điển hình của chi Mediaster và nhà sinh vật học người Mỹ William Stimpson đã mô tả nó vào năm 1857.

## Mô tả
M. aequalis có năm cánh mập, bè bè (thi thoảng là có 4 hoặc 6 cánh) và đường kính của nó lên đến 20 cm. Bề mặt trên của nó thì có màu đỏ tươi, còn bên dưới thì có màu đỏ cam. Các ống chân của nó thì màu đỏ. Ở viền của các cánh của nó thì có bề mặt phẳng và cái "đĩa" trung tâm của nó thì có nhiều cấu trúc xương nhỏ.

## Môi trường sống và phân bố
Nó là loài bản địa của vùng biển phía tây bắc Mỹ, cụ thể là vịnh Chignik, Alaska đến Baja California, California. Môi trường sống lí tưởng của chúng thì có nhiều đá, từ vùng có thủy triều thấp đến vùng có độ sâu khoảng 500 mét.

## Sinh thái học
Nó vừa là loài ăn tạp, vừa là loài săn mồi. Thức ăn của nó là xác sinh vật chết, mảnh vụn hữu cơ, tảo, phân ngành Sống đuôi (như Aplidium californicum), bút biển, động vật thân lỗ, động vật hình rêu, ngành tay cuộn và giun tơ. Nó còn bị các loài sao biển lớn hơn ăn thịt. Trong một phút, nó di chuyển của nó được khoảng 40 cm, với vận tốc này người ta đánh giá là khá nhanh so với các loài sao biển khác. Các cá thể nhỏ của loài này tụ lại ở những khu vực có nhiều Phyllochaetopterus prolifica, đó là một loại sâu biển. Ở Washington, các nhà nghiên cứu đã phát hiện rằng những ấu trùng sẽ lựa chọn nơi mà nó ở, điều này giải thích lí do tại sao tập trung ở nơi có loài sâu biển trên.